# واکامه

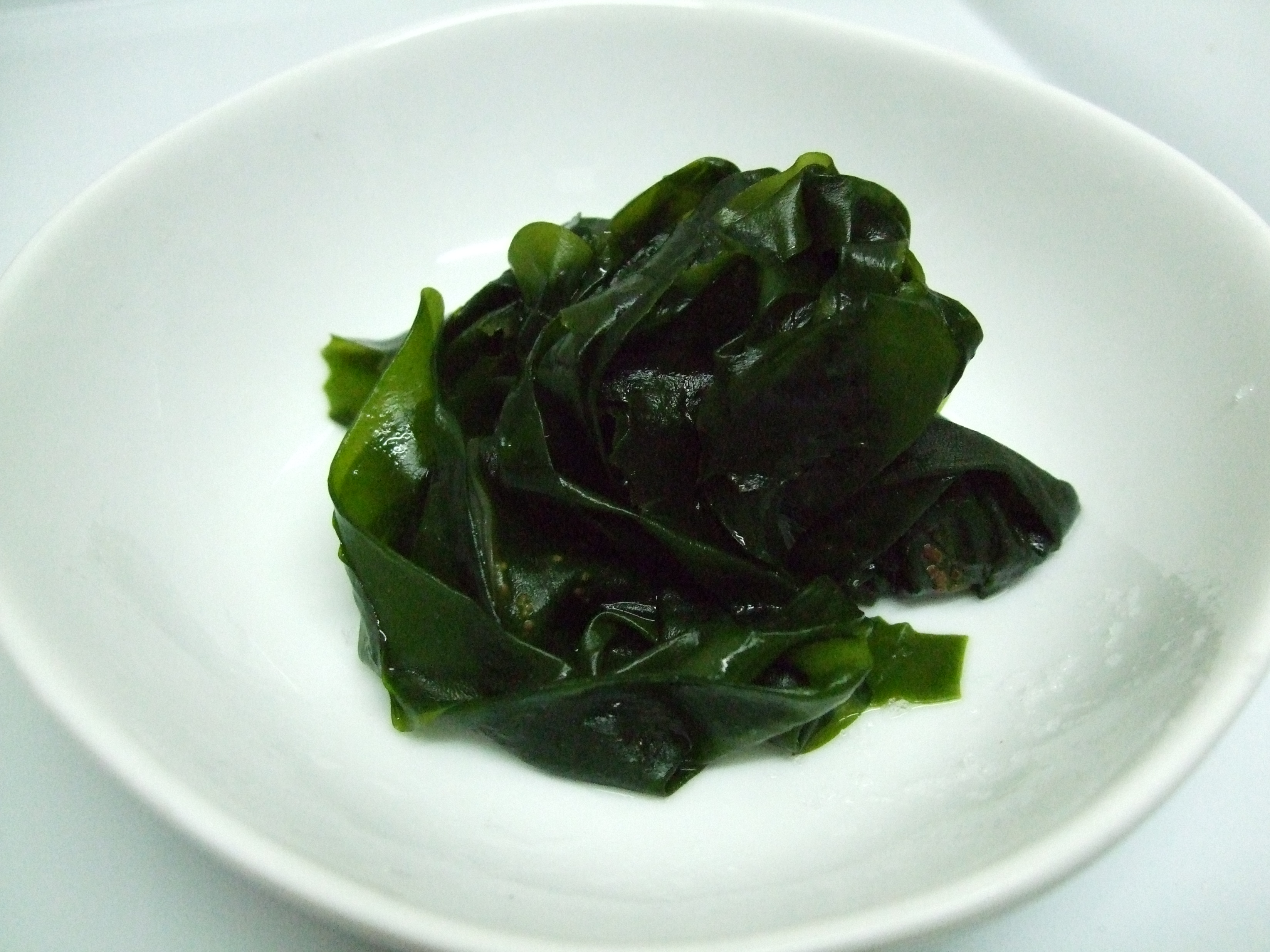
واکامهٔ پخته

واکامه (به ژاپنی: ワカメ wakame) (نام علمی: Undaria pinnatifida) یک نوع جلبک دریایی خوراکی است. ریشهٔ واکامه به صخره‌ها چسبیده و گیاه، شکلی برگ مانند دارد و طول آن به ۲ متر می‌رسد.
واکامه به علت تکثیر بی‌رویه، یکی از انواع گونه‌های مهاجم به شمار می‌آید و نام آن در فهرست جهانی ۱۰۰ گانه مضرترین گونه‌های مهاجم که توسط اتحادیه بین‌المللی حفاظت از محیط زیست تهیه می‌شود، آمده‌است.

## مصرف خوراکی
واکامه را توسط نمک سود یا خشک کردن می‌توان به مدت طولانی‌تری حفظ کرد. قبل از شستن نمک آن زدوده می‌شود. واکامه بیشتر برای درست کردن میسوشیرو و غذاهای سوپی، سالاد، ناماسو بکار برده می‌شود. کالری واکامه بسیار کم بوده و برای رژیم غذایی مناسب است. واکامه بخصوص در نزد مردم کشور کره بسیار محبوب است و به‌طور تقریبی کره‌ای‌ها سه برابر مردم ژاپن واکامه را به عنوان مادهٔ غذایی مصرف می‌کنند. قبلاً در چین خوردن واکامه چندان مرسوم نبود ولی اخیراً تحت تأثیر فرهنگ ژاپن خوردن واکامه در این کشور نیز رواج پیدا کرده‌است.